# What's My Age Again?
Singles de Blink-182
Josie
(1999) All the Small Things
(2000)
Pistes de Enema of the State
Going Away to College
(04) Dysentery
(06)
What's My Age Again? est une chanson du groupe Blink-182 qui apparaît sur l'album Enema of the State. Sa version single est sortie le 4 novembre 1999. Cette chanson a été classée numéro 2 au classement américain Modern Rock Tracks, un classement de chansons de rock alternatif, ce qui a fortement contribué à faire connaître le groupe. La chanson parle d'un homme de 23 ans qui continue à se comporter comme un adolescent.

## Liste des pistes
| What's My Age Again?, version américaine n°1 | What's My Age Again?, version américaine n°1 | What's My Age Again?, version américaine n°1 | What's My Age Again?, version américaine n°1 | What's My Age Again?, version américaine n°1 | What's My Age Again?, version américaine n°1 | What's My Age Again?, version américaine n°1 | What's My Age Again?, version américaine n°1 | What's My Age Again?, version américaine n°1 | What's My Age Again?, version américaine n°1 |
| No                                           | Titre                                        | Auteur                                       | Durée                                        |                                              |                                              |                                              |                                              |                                              |                                              |
| -------------------------------------------- | -------------------------------------------- | -------------------------------------------- | -------------------------------------------- | -------------------------------------------- | -------------------------------------------- | -------------------------------------------- | -------------------------------------------- | -------------------------------------------- | -------------------------------------------- |
| 1.                                           | What's My Age Again? (édition radio)         | Blink-182                                    | 2:28                                         |                                              |                                              |                                              |                                              |                                              |                                              |
| 2.                                           | Pathetic (Live à Los Angeles)                | Blink-182                                    | 2:51                                         |                                              |                                              |                                              |                                              |                                              |                                              |
| 3.                                           | Untitled (Live à Los Angeles)                | Blink-182                                    | 3.07                                         |                                              |                                              |                                              |                                              |                                              |                                              |
| 8:26                                         |                                              |                                              |                                              |                                              |                                              |                                              |                                              |                                              |                                              |

| What's My Age Again?, version américaine n°2 | What's My Age Again?, version américaine n°2 | What's My Age Again?, version américaine n°2 | What's My Age Again?, version américaine n°2 | What's My Age Again?, version américaine n°2 | What's My Age Again?, version américaine n°2 | What's My Age Again?, version américaine n°2 | What's My Age Again?, version américaine n°2 | What's My Age Again?, version américaine n°2 | What's My Age Again?, version américaine n°2 |
| No                                           | Titre                                        | Auteur                                       | Durée                                        |                                              |                                              |                                              |                                              |                                              |                                              |
| -------------------------------------------- | -------------------------------------------- | -------------------------------------------- | -------------------------------------------- | -------------------------------------------- | -------------------------------------------- | -------------------------------------------- | -------------------------------------------- | -------------------------------------------- | -------------------------------------------- |
| 1.                                           | What's My Age Again? (édition radio)         | Blink-182                                    | 2:28                                         |                                              |                                              |                                              |                                              |                                              |                                              |
| 2.                                           | Josie (Live à Los Angeles)                   | Blink-182                                    | 3:52                                         |                                              |                                              |                                              |                                              |                                              |                                              |
| 3.                                           | Alien Exist (Live à Los Angeles)             | Blink-182                                    | 3.43                                         |                                              |                                              |                                              |                                              |                                              |                                              |
| 10:03                                        |                                              |                                              |                                              |                                              |                                              |                                              |                                              |                                              |                                              |

| What's My Age Again?, version européenne | What's My Age Again?, version européenne | What's My Age Again?, version européenne | What's My Age Again?, version européenne | What's My Age Again?, version européenne | What's My Age Again?, version européenne | What's My Age Again?, version européenne | What's My Age Again?, version européenne | What's My Age Again?, version européenne | What's My Age Again?, version européenne |
| No                                       | Titre                                    | Auteur                                   | Durée                                    |                                          |                                          |                                          |                                          |                                          |                                          |
| ---------------------------------------- | ---------------------------------------- | ---------------------------------------- | ---------------------------------------- | ---------------------------------------- | ---------------------------------------- | ---------------------------------------- | ---------------------------------------- | ---------------------------------------- | ---------------------------------------- |
| 1.                                       | What's My Age Again? (édition radio)     | Blink-182                                | 2:28                                     |                                          |                                          |                                          |                                          |                                          |                                          |
| 2.                                       | All the Small Things                     | Blink-182                                | 2:48                                     |                                          |                                          |                                          |                                          |                                          |                                          |
| 3.                                       | Untitled (Live à Los Angeles)            | Blink-182                                | 3.07                                     |                                          |                                          |                                          |                                          |                                          |                                          |
| 4.                                       | Josie (Live à Los Angeles)               | Blink-182                                | 3.52                                     |                                          |                                          |                                          |                                          |                                          |                                          |
| 8:26                                     |                                          |                                          |                                          |                                          |                                          |                                          |                                          |                                          |                                          |

La version européenne contient en plus une vidéo intitulée Behind The Scenes Video Footage qui montre Blink-182 en coulisse lors de ses concerts.

## Clip
On peut apercevoir dans le clip le groupe courir nu dans la rue. Cette tendance se répète dans le clip de All the Small Things. L'actrice pornographique américaine Janine Lindemulder, qui est sur la pochette de l'album Enema of the State, apparaît également dans le clip.

## Collaborateurs
- Mark Hoppus — Chant, Basse
- Tom DeLonge — Chant, Guitare
- Travis Barker — Batterie

## Certifications
| Pays              | Certification | Unités certifiées |
| ----------------- | ------------- | ----------------- |
| Italie (FIMI)     | Platine       | 50 000            |
| Royaume-Uni (BPI) | Platine       | 600 000           |

## Cinéma
La chanson est présente dans le film français Play (2019).